# 羅曼·阿特伍德
羅曼·伯納德·阿特伍德（英語：Roman Bernard Atwood，1983年5月28日—）是一位美國YouTube名人。
他透過隱藏式攝影機，拍攝公眾惡作劇影片，並上傳至其YouTube頻道起家，此後便以YouTube影音日記分享其生活，截至2018年4月，已有超過1000萬的訂閱數。
他經常與其他YouTube名人合作，例如維塔利・茲多羅夫茲斯基、丹尼斯·羅迪（Dennis Roady）及尤塞夫·伊拉卡特（Yousef Erakat）。

## 個人生活
阿特伍德來自俄亥俄州米勒斯波特，他從高中便開始拍攝及製作影片。他曾製作一系列名為《跟風書呆子》（""）的DVD，並於2006年Warped巡迴上銷售。阿特伍德也曾在俄亥俄州哥倫布製作各種電影作品與商業廣告，直到2010年，他決定專注於他所熱愛的喜劇，並創建了「小丑帝國」（Sketch Empire）YouTube頻道。在他成為YouTube惡作劇者之前，他在家族的繩索工廠「阿特伍德繩索」工作。
他與其女朋友布蘭妮（Brittney）及兩位兒子諾亞（Noah，2004年10月生）及凱恩（Kane，2011年10月生）定居於他的家鄉。
2019年5月29日，阿特伍德的母親Susan Atwood在與全家度假時發生不幸事故而身亡。隨後，阿特伍德從社交媒體中抽出時間來哀悼他的母親。

## 職業生涯

### YouTube惡作劇
他以YouTube惡作劇出名，有些誇張的演出使得點閱率極高，但並非每次成功，也有失手的時候。

#### 紀念日惡作劇
2013年11月20日，他發布《紀念日惡作劇事與願違！！》（""）影片，截至2016年6月，已有7,944萬次的觀看數。在片中，阿特伍德為了捉弄他的女朋友布蘭妮，在他們五周年紀念日當天，告訴對方他已移情別戀。但這次的惡作劇徹底地宣告失敗，因為她早已看到一旁的攝影機，並反過來假裝她也被背叛了阿特伍德。在影片結束前，布蘭妮表示「我以為你要向我求婚」。

#### 殺害我的孩子惡作劇
2014年11月30日，阿特伍德上傳了一部名為《殺死了我自己的孩子惡作劇！！》（""），截至2016年6月，已有4,492萬次的觀看數。阿特伍德在這部影片對她的女朋友布蘭妮開了玩笑，他從二樓陽台將他四歲的小兒子凱恩的人體模型扔下。當布蘭妮跑向蜘蛛人裝扮的人體模型旁後，她趕緊摘下面具，並意識到這又是一起惡作劇。在阿特伍德因此竊笑的當下，她落下了眼淚。隨後，她氣沖沖地離去，但又在羅曼問她「妳真的那麼生氣嗎？」後回過頭來。接著，布蘭妮朝他大聲怒斥，更叫他去「睡沙發」。

#### 塑膠球惡作劇
阿特伍德在他女朋友出門後，將他的房子填滿高2.5英尺（76）的塑膠球。截至2016年6月4日，這部影片已經有超過7,257萬次的觀看數。這部影片更受到日產汽車的關注，該公司因此給予他一部2015年式日產GT-R，以獲得這部影片在第四十九屆超級盃中場廣告「和爸爸一起」（WithDad）的使用權。這部影片也獲得了第5屆美國網絡電視大獎的最佳「品牌活動獎」。

### 電影

#### 惡搞專家大電影
羅曼·阿特伍德、維塔利・茲多羅夫茲斯基及丹尼斯·羅迪在2016年推出一部由獅門娛樂製作的電影，名為《惡搞專家大電影》（""）。

## 法律問題
羅曼在拍攝惡作劇影片的過程中，曾幾度遭到拘留，但皆未被起訴。
2014年3月，羅曼與他的同夥在拍攝過程中，因為引發恐慌和妨害治安行為，遭哥倫布警察局逮捕。最終，法院裁定交保候傳。這起案件廣受質疑，他的粉絲們更出庭旁觀。作為被告，他以藝術表達與言論自由的基礎勝訴，這起案件也得到和解。

## 獲獎與提名
| 年份   | 作品                                                | 類別            | 獎項                  | 結果 | 參考   |
| ------ | --------------------------------------------------- | --------------- | --------------------- | ---- | ------ |
| 2014年 | 羅曼·阿特伍德                                       | 惡作劇          | 第4屆美國網絡電視大獎 | 提名 | [ 19 ] |
| 2015年 | 瘋狂塑膠球惡作劇#WithDad，羅曼·阿特伍德（日產汽車） | 品牌活動獎      | 第5屆美國網絡電視大獎 | 獲獎 | [ 20 ] |
| 2016年 | 羅曼·阿特伍德                                       | YouTube喜劇演員 | 第8屆肖蒂獎           | 獲獎 | [ 21 ] |